# Genderová socializace
Genderová socializace je sociologický název pro proces, při němž se člověk stává součástí společnosti a postupně si osvojuje její pravidla, zákony, hodnoty i normy chování včetně těch, které se týkají genderu (genderové role). Jedná se o neustálý proces, který začíná narozením. Během socializace do genderových rolí jsou děti (ale i dospělí) vedeni k tomu, aby správně naplňovali genderová očekávání buď vědomě na základě odměn a trestů, nebo skrytě prostřednictvím nenápadných signálů – výběrem dětského oblečení, knížek, hraček, her, činností a zájmů. Děti jsou tradičně socializovány do představ jejich okolí, převážně rodičů, ale i učitelů a dalších příbuzných, o maskulinitě a feminitě. Rodiče tím vedou své děti k chápání běžných hodnot zakotvených ve společnosti. Chlapec si hraje s autíčky, dívky nosí růžové šaty... Verbální pojmenování jako "princezno" nebo "siláku" pak také pomáhá dětem určitým způsobem chápat směr, kterým je jejich okolí vede. Poslední částí tohoto procesu v dětství je očekávání dospělých, že bude mít jedinec sklony k určitému chování daného jeho genderem. Dívky například k domácím pracím a chlapci k sekání dřeva. Nemalý vliv na socializaci mají také děti vzájemně na sebe kupříkladu ve školce.

## Socializace
Socializace je proces, kdy se jedinec stává součástí společnosti. Prostřednictvím socializace se učíme hodnoty společnosti, ve které žijeme. Bývá nazývána „druhým, sociokulturním narozením“.  Dle Anthony Giddense je to proces vývoje od stadia bezmocného novorozeněte až po osobu, která si dobře uvědomuje sebe sama a orientuje se ve své vlastní kultuře. Socializace není pouhé „kulturní programování", v rámci kterého dítě pasivně vstřebává vlivy, s nimiž přichází do styku. I novorozeně má totiž určité potřeby a nároky, jež ovlivňují chování těch, kdo se o ně starají. Dítě je tedy od samého počátku aktivním činitelem socializačního procesu.

## Gender
Genderem myslíme vlastnosti žen a mužů, které jsou sociálním konstruktem. Jedná se především o určité normy chování a sociální role. Gender jako takový je podmíněn časem a místem. Normy chování a sociální role s genderem spojené se mohou v rámci různých kultur měnit. Je nám vpisován prostřednictvím tří oblastí vlivu: 
- v dětství 
  - rodinou
  - školou
- v dospívání školou
- v dospělosti interakcí s okolím

V našem pojetí existují dva druhy genderů, maskulinní a feminní, které se navzájem vylučují. V poslední době je stále více používaný také termín nebinární gender. Pod toto označení spadají osoby, které nezapadají ani do skupinky maskulinní, ani feminní. 

### Opozice femininity a maskulinity
Jak je již výše zmíněno, přesná charakteristika genderu se mění v prostoru a čase proto je poměrně ošemetné ji nějak vystihnout. Obecně jde však říci, že s maskulinitou bývají spojené pojmy jako: ambice, cílevědomost, kariéra, síla, finanční bohatství zatímco s femininitou bývají spíše spojeny s něhou, starostlivostí, odpovědností za ostatní apod.  Tyto role jsou do nás vštěpováni již od raného dětství. Zatímco dívky jsou krásné a budou jednoho dne lámat srdce, kluci jsou chytří po tatínkovi a budou jednou prezident. Zatímco dívky "dospívají rychleji", kluci prostě "jsou jen kluci, tak dělají klukoviny". Kluci nebrečí a dívky jsou naopak až moc emotivní na to aby ...
Gender jde vidět také v dětských hrách. Zatímco dívky si hrají na maminky nebo na školu, kluci si hrají na vojáky, kosmonauty, policii nebo hasiče. Způsob formování osobnosti objasňují Renzetti a Curran tak, že genderová socializace má někdy podobu vědomého úsilí, které posiluje genderová očekávání explicitními odměnami či tresty.

## Genderové stereotypy
Pojem stereotyp zavedl roku 1922 W. Lippman, který jej vymezil jako určitou ustrnulou představu ve vědomí lidí, obvykle přijímanou z jiných zdrojů než je sociální zkušenost.  Tato ustrnulá představa má většinou podobu souboru specifických charakteristik, které vymezují určitou skupinu či kategorii lidí. Jde tedy o převládající, obecně sdílená přesvědčení, která jsou založena alespoň na jednom identifikačním znaku, který je dané skupině či kategorii společný, a na jehož základě se jí potom (většinou zcela bezmyšlenkovitě, bez racionální úvahy) připisují další charakteristiky. Tento relativně rigidní, přehnaně zjednodušující koncept určité skupiny lidí tedy všechny členy dané skupiny zahrnuje pod tyto skupinové charakteristiky, bez ohledu na variabilní projevy a vlastní individualitu jednotlivých členů. Důležitou roli při formování stereotypů přitom hraje tzv. vnitroskupinové upřednostňování, tzn. že charakteristiky členů naší vlastní skupiny jsou hodnoceny pozitivněji - autostereotyp - než chování a vlastností lidí mimo ni - heterostereotyp.
Genderové stereotypy jsou tak vlastně zjednodušujícím pojetím toho, jak má vypadat „maskulinní muž" či „feminní žena", přičemž se o těchto konceptech uvažuje bipolárně - tzn. že normální muž dle těchto stereotypů nenese žádné prvky či charakteristiky ženskosti a naopak normální žena se nevyznačuje žádnými mužskými charakteristikami. Typickým příkladem genderových stereotypů tradovaných v naší kultuře např. je, že žena má být citlivá, měkká, něžná, přizpůsobivá a poddajná, měla by se umět postarat se o druhé a upřednostňovat city i potřeby druhých před vlastními, zatímco muž má být naopak aktivní, výkonný a úspěšný, musí se umět prosazovat, dokonce může být i agresivní, jen aby nebyl považován za zženštilého slabocha. Genderové stereotypy jsou přitom nahlíženy jako přirozené, neměnné a univerzálně platné pro všechny příslušníky daného pohlaví, a přestože mnohé reálné ženy či muži se těmto kulturně podmíněným stereotypním obrazům mužskosti a ženskosti vymykají, mají velký vliv na jejich vnímání, hodnocení i rolové očekávání od nich.  „Ideální muž je ten, který podá nejlepší výkon, dosáhne nejvyšší mety, obsadí největší prostor, nejvíc vydělá, neboť ideální žena nejvíc utratí. .. Muži mezi dvacítkou a šedesátkou hledají u partnerky krásu, něhu a cit, kladou důraz na mateřskou roli a na „oheň" v rodinném krbu, udržovaný právě ženou. Zena stmeluje členy rodiny; pohoda a dobré vzájemné vztahy v rodině spadají pod její zodpovědnost." 

## Očekávané role
To všechno osobnost už od počátku vtahuje do role, kterou společnost stereotypně očekává. Tato role se v menších odchylkách mění, v obecné rovině ale platí, že žena má být pasivní, závislá a muž je aktivní a dominantní. „Jste-li například žena, nikoho asi nepřekvapí, uvidí-li vás oblečenou v kalhotách. Přesto by někdo možná čekal, že vás uvidí v dámských šatech, a někoho by u vás taková volba oblečení dokonce potěšila. Podobně bude většina lidí očekávat, že budete povahově spíše pasivní, závislá a citově založená a že se rozpláčete snadněji než muž. Budou o vás předpokládat pečovatelský přístup, smysl pro romantiku, starost o vlastní zevnějšek a nepříliš velkou technickou zdatnost.“ Podle Renzetti a Curana naopak od mužů očekáváme nezávislost, tendenci prosazovat se a ovládat své city.

## Koncepce genderového univerza
S touto binární opozicí počítá i Sandra Harding, která v koncepci genderovaného univerza zdůrazňuje tři oblasti, kde se žena a muž konstruují jako pojmová dvojice. Jednou z těchto oblastí je také oblast dělby práce, která je zářným příkladem genderové socializace především v době dospívání a dospělosti. Podle této teorie je ženám přiřazena sféra přirozené reprodukce a mužům výše ceněná sféra materiální reprodukce. S tímto „kýženým stavem“ pracuje socializace už od mala a tak jsou jedinci vychováváni tak, že z žen mají jednou být matky v domácnosti a z mužů aktivní účastníci veřejného života. Tímto se reprodukuje hierarchicky uspořádaná genderová struktura společnosti.